# Грачи (Духовницкий район)
Грачи — упразднённая деревня в Духовницком районе Саратовской области. Входила в состав сельского поселения Новозахаркинское муниципальное образование. Упразднена в 2019 году.

## Физико-географическая характеристика
Деревня находилась в Заволжье, на правом берегу реки Малый Иргиз, в 38 км по прямой в юго-восточном направлении от районного центра посёлка Духовницкое.

## Население
| 2002 | 2010 |
| ---- | ---- |
| 1    | ↘0   |

Национальный состав
Согласно результатам переписи 2002 года русские составляли 100 % населения деревни из 1 жителя.